# Rýzmburský kříž
Rýzmburský kříž z roku 1787 se nachází v osadě Rýzmburk nedaleko od stejnojmenné hradní zříceniny na „návsi“ před řadou domkářských usedlostí a proti panskému dvoru na volně přístupném travním porostu. 

## Popis
Kamenný kříž je vytesán do jemnozrnného křemenného pískovce. Na podstavci čtvercového půdorysu je vztyčen sokl ozdobený po stranách volutami a zakončený profilovanou římsou. Mezi horními spirálami volut je umístěn reliéf mušle. Na přední části soklu je vytesán letopočet 1787, pod nímž je nečitelný monogram vytažený bílou barvou. Ve vrchní části soklu se nachází torzo kovového svícnu. 
Na soklu je vztyčen kříž zasazený do skaliska, na němž spočívá lebka s hnáty. Ramena kříže s korpusem Krista jsou trojlaločně zakončena. Nad hlavou Krista je nápisová tabulka IN / RI.